# Jorge Ritter
Jorge Rofolfo Ritter (Arroyos y Esteros, Paraguay, 7 de julio de 1908 - Buenos Aires, Argentina, 1 de febrero de 1977) fue un escritor y médico paraguayo. Escribió tres obras novelísticas, además de cuentos, obras teatrales y ensayos antropológicos.

## Producción literaria
Sus tres novelas más importantes son El pecho y la espalda (1962), La hostia y los jinetes (1969) y La tierra ardía (1975). También escribió dos obras teatrales, una de ellas titulada El médico rural, estrenada en el Teatro Municipal de Asunción (Paraguay), con la actuación de Ernesto Báez. También redactó la pieza escénica Los hijos, obra actualmente inédita. Asimismo, colaboró en varios periódicos paraguayos, redactando ensayos, además de cuentos, como "El árbol tumbado".
Teresa Méndez-Faith, redactó en su libro Breve diccionario de la literatura paraguaya, que es una antología de escritores paraguayos, una breve síntesis de la obra de su obra: "Ritter incorporó en su obra las experiencias que su carrera le ha brindado de la dolorosa realidad paraguaya. En su novela El pecho y la espalda (1962) descubre las angustias y el desamparo social de la gente del campo, preocupación que también permea las páginas de La hostia y los jinetes (1969), su segunda novela. Del resto de su producción narrativa hay que destacar La tierra ardía (1975), novela sobre la Guerra del Chaco (1932-1935)."
En el 2008 se inició la realización de un concurso de cuentos cortos, bajo el título “Dr. Jorge Ritter”, por la Casona de Coomecipar.

### El pecho y la espalda
La pieza literaria El pecho y la espalda -lanzada en 1962- retrata la realidad del campo, donde su protagonista principal es el doctor Reyes. Mediante sus páginas, Ritter propone un tono de denuncia, donde expone el drama social campesino paraguayo. En la trama aparecen intrigas lugareñas con personajes que abusan de su poder. Es allí donde el doctor Reyes se presenta como el médico que se interesa, no solo por los males físicos, sino también por los problemas de índole social.

### La hostia y los jinetes
Presentada en 1969, esta segunda novela de Ritter, La hostia y los jinetes, propone un volumen con pinceladas costumbristas, de tinte realista, tono descriptivo y de carácter social.
El texto se también se ocupa, como la primera novela, de denunciar las injusticias sociales y las trabas que obstaculizaban el desarrollo de la vida agraria en el Paraguay.
Mediante diversos personajes de un paraje rural, la pieza literaria expone a un prepotente comisario, autor de gran cantidad de crímenes. Este oficial es ajusticiado por un simple campesino que lo asesina. Este último representa la esperanza del pueblo, así como el deseo de los pobladores del campo de ser librados del atraso, la miseria y las injusticias.

### La tierra ardía
Como excombatiente de la Guerra del Chaco (1932-1935), entre Paraguay y Bolivia, el entonces teniente Jorge Ritter emprende, junto con oficiales y soldados, largas marchas, padeciendo hambre y sed en la seca y agreste tierra occidental. Estas duras experiencias las volcó en su tercera y última obra La tierra ardía, una novela de tinte histórico, que vio la luz tras su edición en 1975.

## Visión antropológica
Ritter ofrece una mirada antropológica sobre el comportamiento del hombre paraguayo, que tiene algunos rasgos del indígena guaraní. 
Estas reflexiones están documentadas en el ensayo post mortem de Ritter, titulado "El médico rural: anotaciones para una tipología del hombre paraguayo". Este texto se publicó en diciembre de 1977, en el "Suplemento Antropológico" del "Centro de Estudios Antropológicos de la Universidad Católica".